# Saint-Privat-des-Vieux
Saint-Privat-des-Vieux este o comună în departamentul Gard din sudul Franței. În 2009 avea o populație de 4.430 de locuitori.

## Evoluția populației
| An        | 1975  | 1982  | 1990  | 1999  | 2006  | 2009  |
| --------- | ----- | ----- | ----- | ----- | ----- | ----- |
| Populație | 2.608 | 3.345 | 3.892 | 4.064 | 4.314 | 4.430 |